# Porte Dauphine (metropolitana di Parigi)
Porte Dauphine è una stazione della metropolitana di Parigi. È il capolinea ovest della linea 2.

## Storia
La stazione è stata inaugurata il 12 dicembre 1900. A quei tempi, la linea terminava a Charles de Gaulle-Étoile. Ora la linea parte da qui, attraversa Montmartre e arriva a Place de la Nation.
Alla stazione rimane solo una delle entrate liberty progettate da Hector Guimard (1867–1942), l'architetto incaricato dalla Compagnie du Métropolitain de Paris (CMP) nel 1899 di disegnare le entrate delle stazioni.
Nelle vicinanze si trova la stazione Avenue Foch della RER C (niente trasferimento diretto).